# Leonard Nemțanu
Leonard Nemțanu (n. 28 noiembrie 1973, Preutești, Suceava, România) este un fost fotbalist român. De-a lungul carierei a evoluat la Poli Iași, Petrolul Ploiești, Rocar București, Steaua, Oțelul Galați, Progresul București, Argeș Pitești și la Ceahlăul Piatra-Neamț.

## Legături externe
- Leonard Nemțanu la romaniansoccer.ro